# Leichtathletik-Weltmeisterschaften 2015/Teilnehmer (Katar)
| Gelbes Symbol für Goldmedaillen mit stilisierten Olympischen Ringen | Graues Symbol für Silbermedaillen mit stilisierten Olympischen Ringen | Braundes Symbol für Bronzemedaillen mit stilisierten Olympischen Ringen |
| ------------------------------------------------------------------- | --------------------------------------------------------------------- | ----------------------------------------------------------------------- |
| —                                                                   | —                                                                     | —                                                                       |

Der Leichtathletikverband Katars nominierte acht Athleten für die Leichtathletik-Weltmeisterschaften 2015 in der chinesischen Hauptstadt Peking.

## Ergebnisse

### Männer

#### Laufdisziplinen
| Athlet                   | Disziplin        | Vorlauf     | Vorlauf | Halbfinale         | Halbfinale         | Finale             | Finale             |
| Athlet                   | Disziplin        | Zeit        | Platz   | Zeit               | Platz              | Zeit               | Platz              |
| ------------------------ | ---------------- | ----------- | ------- | ------------------ | ------------------ | ------------------ | ------------------ |
| Femi Ogunode             | 100 m            | 9,99 s      | 7       | 10,00 s            | 10                 | nicht qualifiziert | nicht qualifiziert |
| Femi Ogunode             | 200 m            | 20,25 s     | 12      | 20,05 s            | 5                  | 20,27 s            | 7                  |
| Abdalelah Haroun         | 400 m            | DNS         | DNS     | –––                | –––                | –––                | –––                |
| Musaeb Abdulrahman Balla | 800 m            | 1:48,59 min | 32      | 1:47,93 min        | 16                 | 1:47,01 min        | 6                  |
| Jamal Hairane            | 800 m            | 1:48,96 min | 37      | nicht qualifiziert | nicht qualifiziert | nicht qualifiziert | nicht qualifiziert |
| Mohamad al-Garni         | 1500 m           | DNS         | DNS     | –––                | –––                | –––                | –––                |
| Hashim Mohamed Salah     | 3000 m Hindernis | 9:17,35 min | 37      |                    |                    | nicht qualifiziert | nicht qualifiziert |

#### Sprung/Wurf
| Athlet                | Disziplin  | Qualifikation | Qualifikation | Finale     | Finale |
| Athlet                | Disziplin  | Weite/Höhe    | Platz         | Weite/Höhe | Platz  |
| --------------------- | ---------- | ------------- | ------------- | ---------- | ------ |
| Mutaz Essa Barshim    | Hochsprung | 2,31 m        | 4             | 2,33 m     | 4      |
| Ashraf Amgad el-Seify | Hammerwurf | 76,51 m       | 5             | 74,09 m    | 9      |